# 2014年香港免費電視牌照續期公聽會
2014年香港免費電視牌照續期公聽會是香港通訊事務管理局於2014年就亞洲電視有限公司（亞視）及電視廣播有限公司（無線）的牌照續期事宜而舉行的諮詢活動。

## 簡介
因應亞視及無線的香港「本地免費電視節目牌照」於2015年11月到期，兩家電視台於2013年11月提交續牌申請，此「牌照續期公聽會」乃諮詢工作的一部份，讓市民對兩家電視台的服務發表意見，此活動於2014年2月及3月舉行三場「公聽會」，並由通訊事務管理局牌照管理組高級廣播事務主任，前香港有線電視新聞報導員王沛然主持，數家香港電視台亦有作現場直播。

## 舉行地點及觀眾報名
通訊事務管理局為此活動舉行三場公聽會，於以下日期、時間及地點舉行：
- 港島區：2014年2月17日――香港大會堂音樂廳
- 九龍區：2014年3月7日 ――牛池灣文娛中心劇院
- 新界區：2014年3月10日――沙田大會堂文娛廳

通訊局於2014年1月27日（港島區公聽會）、2月21日（九龍區、新界區公聽會）起開放供市民以電話及登入該局網頁報名。

## 節目程序
三場公聽會節目程序如下：
- 通訊局主席何沛謙致辭
- 亞視代表發言
- 無線代表發言（實際為播映介紹短片，時長約10分鐘）
- 現場觀眾發表意見
- 亞視代表回應
- 無線代表回應（李寶安發言）
- 通訊局主席何沛謙總結

## 台上嘉賓
- 通訊事務管理局：
  - 主席：何沛謙
  - 副主席：何淑儀（商務及經濟發展局常任秘書長（通訊及科技））
  - 成員：利敏貞（通訊事務總監）
  - 成員：黃應士（廣播業務守則委員會主席）
  - 成員：區文浩（電訊事務委員會主席）
  - 成員：方和
  - 劉明光（通訊事務副總監（廣播））
  - 秘書：方菊
  - 成員：徐惠玲
  - 成員：李李嘉麗
  - 成員：雷紹麟
  - 成員：司徒耀煒
- 亞洲電視：
  - 雷競斌（執行董事）（只限第一場）
  - 葉嘉寶（高級副總裁）
  - 劉瀾昌（高級副總裁）
- 電視廣播有限公司：
  - 李寶安（集團總經理）
  - 鄭善強（電視廣播業務總經理）
  - 陳樹鴻（助理總經理）

## 觀眾發言
第一場公聽會將全場觀眾席由右至左分成A至C三區輪流舉手發言，但引起混亂及被指不公，故第二及三場公聽會改以先向觀眾派發有編號的提問卡，再由現場人員抽出。以下人士曾獲發言機會：
- 亞視監製蔡錦豐
- 亞視監製趙汝強
- 講師譚蕙芸
- 電視藝員魏秋樺
- 熱血公民多名會員
- 多名亞視支持者

## 電視播映
以下的電視台曾於公聽會進行期間作現場直播：
- 無線互動新聞台（第二聲道）（播映三場公聽會）
- 有線直播新聞台（播映三場公聽會）
- 亞視本港台、亞洲台（只播映第三場公聽會）

## 外部連結
- 《香港免費電視牌照續期公眾諮詢（页面存档备份，存于）》（通訊事務管理局，2014年1月27日）